# 劉曉樺
劉曉樺（英語：Lau Hiu Wa），2010年代的香港舞台劇演員、粵語配音員。

## 背景
劉曉樺在2009年畢業於香港演藝學院演藝進修學院，主修音樂劇。她自2009年至今參演不同類型舞台劇，還參與歌唱、舞蹈、編舞、配音等幕後工作。2015年憑《Gap Life人生罅隙》獲香港戲劇協會第二十四屆香港舞台劇獎最佳女配角（喜劇 / 鬧劇）提名。

## 幕前演出

### 舞台劇
- 2011年1月，《一夜歌一夜情2011》
- 2011年10月，《再見女郎》
- 2012年1月，《港式愛擁》
- 2012年4月，《一夜歌．一夜情2012》
- 2012年10月，《凝在半空的流星》
- 2013年3月，《私房菜》
- 2013年5月，《找個人和我上火星》（重演）
- 2013年7月，《私房菜－媽媽篇》（重演）
- 2014年4月，《長髮幽靈》，何偉龍導演、杜國威編劇，飾演娃娃影后菁菁
- 2014年3月，《一夜歌．一夜情 Cabaret 2014》
- 2014年4月，《長髮幽靈》（2014重演），飾演娃娃影后菁菁
- 2014年11月，《人生罅隙》
- 2015年4月，《謀殺現場》
- 2015年8月，《天使撻落新．都城》
- 2015年11月，《Gap Life人生罅隙》
- 2016年11月，《鬼劇院》（重演），飾演 Blue
- 2016年12月，《嬉春酒店2016》
- 2017年4月，《在牛池灣轉角遇上彩虹》
- 2017年11月，前進進戲劇工作坊 「新文本工作室 2.0 」讀劇展演：《石頭、折技與黑狗》
- 2018年8月，榞劇場 2018 劇季 《異。香》－－《小島芸香》，出演女主角
- 2019年10月，前進進《放逐》
- 2019年12月，一路青空《細路桃園》

## 配音作品
※主要角色以粗體顯示

### 電視動畫／OVA
| 播映年份 | 作品名稱            | 配演角色              | 備註     |
| -------- | ------------------- | --------------------- | -------- |
| 2014     | Psycho Pass         | 六合塚彌生            | now101台 |
| 2015     | Psycho Pass 2       | 六合塚彌生            | now101台 |
| 2016     | 美少女戰士Crystal   | 愛野美奈子            | ViuTV    |
| 2016     | 小馬寶莉（第2-4季） | 蘋果嘉兒（Applejack） | ViuTV    |
| 2021     | 龍珠超              | 人造人18號            | Viu      |

### 日劇
| 首播年份 | 作品名稱    | 配演角色          | 角色演員 | 備註      |
| -------- | ----------- | ----------------- | -------- | --------- |
| 2015     | 惡作劇之吻2 | 相原琴子/入江琴子 | 矢作穗香 | Now101台  |
| 2016     | 年齡騷擾    | 野田美加          | 原幹惠   | ViuTV     |
| 2021     | 虹色病歷簿  | 霧谷冰月          | 西田尚美 | Now劇集台 |

### 韓劇
| 首播年份 | 作品名稱           | 配演角色      | 角色演員      | 備註           |
| -------- | ------------------ | ------------- | ------------- | -------------- |
| 2016     | 太陽的後裔         | 姜暮煙        | 宋慧喬        | ViuTV          |
| 2016     | 愛你的時間，7000天 | 姜娜英        | 姜萊燕        | ViuTV          |
| 2017     | 奪命殺聲           | 朴恩秀 方鳳林 | 孫恩書 全秀珍 | 有線劇集台     |
| 2018     | 再一次我願意       | 韓美貌        | 張娜拉        | 奇妙77台       |
| 2019     | 奪命殺聲2          | 朴恩秀        | 孫恩書        | 有線劇集台     |
| 2019     | 秘密媽媽           | 宋志愛        | 吳妍雅        | 香港開電視     |
| 2019     | 男朋友             | 車秀賢        | 宋慧喬        | Now劇集台      |
| 2021     | 分姻生活           | 宋佳熙 李珠莉 | 吳允兒 金素羅 | 有線綜合娛樂台 |
| 2022     | 謊言的謊言         | 姜智京        | 鄭詩雅        | 有線綜合娛樂台 |
| 2022     | 現正分手中         | 河英恩        | 宋慧喬        | Now劇集台      |

### 電影
| 播映年份 | 作品名稱 | 配演角色        | 角色演員 | 備註       |
| -------- | -------- | --------------- | -------- | ---------- |
| 2016     | 寒戰II   | 潘靜思（Alice） | 周筆暢   | 電影公映版 |

## 媒體訪問
| 播放日期      | 相關媒體       | 主题                       | 相關片段                        |
| ------------- | -------------- | -------------------------- | ------------------------------- |
| 2014年11月7日 | 东方日报       | 刘晓桦舞台初哥玩即兴       | 按此觀看 （页面存档备份，存于） |
| 2014年11月7日 | 东方日报／东网 | 刘晓桦为舞台剧带来不同惊喜 | 按此觀看 （页面存档备份，存于） |

## 外部連結
1. 1 2 3  觸動心靈藝術計劃——「基礎聲線運用班」 （页面存档备份，存于）：導師簡介， 「自然劇院 Natural Theatre」主辦，像素麵包 Pixelbread 轉載，2016年9月6日。
2. ↑  〈劉曉樺舞台初哥玩即興〉 （页面存档备份，存于），《東方日報》，2014年11月7日。
3. ↑  〈劉曉樺為舞台劇帶來不同驚喜〉 （页面存档备份，存于），東方日報「東網」on.cc，2015年04月17日。
4. ↑  劉曉樺：活動推介、過去演出 （页面存档备份，存于），art-mate.net
5. ↑  〈第24屆(2015)香港舞台劇獎提名及得奬名單〉 （页面存档备份，存于），香港戲劇協會，2015年5月11日。
6. ↑  電影片尾報幕，《寒戰II》